# Václav Kliment Klicpera
Václav Kliment Klicpera (ur. 23 listopada 1792 w Chlumcu nad Cidlinou, zm. 15 września 1859 w Pradze) – czeski pisarz i dramaturg. 

## Życiorys
Pochodził z wielodzietnej rodziny. Jego ojciec pracował jako krawiec i pełnił funkcje kościelnego, brat František Klicpera był pisarzem. Początkowo Václav uczył się na krawca i rzeźnika, porzucił jednak te rzemiosła. Od 1808 roku uczył się w gimnazjum w Pradze. W 1813 roku rozpoczął studia filozoficzne. W tym samym roku wstąpił do Stowarzyszenia Patriotów Praskich. Stowarzyszenie stawiało sobie za cel popularyzowanie literatury czeskiej oraz prezentowanie czeskich przedstawień teatralnych. W Teatrze Stanów Czeskich stowarzyszenie przygotowywało popołudniowe spektakle. Klicpera zadebiutował tam jako aktor i scenarzysta teatralny. 
Od 1819 do 1846 roku był profesorem gimnazjalnym w Hradcu Králové. W 1819 roku zawarł związek małżeński z aktorką Anną Švamberkovą (zm. 1837). Przyszłą żonę poznał w miejskim teatrze amatorskim (późniejszy Teatr Kajetański), którego był współzałożycielem i w którym pracował jako dyrektor do 1837 roku. Za zasługi dla miasta został mianowany honorowym obywatelem Hradca Králové. W 1838 roku zawarł, po raz drugi, związek małżeński z A. Trnkovą. Z dwóch małżeństw miał piątkę dzieci. Jego synem był pisarz Ivan Klicpera. 
W 1846 roku powrócił do Pragi, gdzie nauczał w Szczepańskim Gimnazjum Akademickim (Akademické gymnázium Štěpánská). Jego uczniami byli m.in. Vítězslav Hálek, Jan Neruda, Alois Vojtech Šmilovský oraz pisarz i rewolucjonista Josef Václav Frič. W 1848 roku został członkiem Komitetu Narodowego i trybunem Legii Akademickiej. Wkrótce został również członkiem Królewskiego Czeskiego Towarzystwa Naukowego. W 1850 roku zasiadał w radzie szkolnej, a 1852 roku został dyrektorem Szczepańskiego Gimnazjum Akademickiego, w którym językiem wykładowym był język czeski. Niebawem został zmuszony do rezygnacji z tej funkcji. Pretekstem do jego odwołania było, niezgodne z obowiązującym austriackim prawem, wydawanie czeskojęzycznego czasopisma przez uczniów tej szkoły. Po tym wydarzeniu dokonano zmian, wprowadzono język niemiecki jako język wykładowy.
Václav Kliment Klicpera zmarł we wrześniu 1859 roku w Pradze. Jego pogrzeb stał się antyaustriacką demonstracją czeskich patriotów. Pochowany został na Cmentarzu Olszańskim w Pradze.

## Twórczość
Był pierwszym dramaturgiem czeskiego odrodzenia narodowego, autorem 57 dramatów historycznych, eposów rycerskich, fraszek, komedii i wielu innych. Zasłynął również jako poeta i prozaik. 

### Dramat
- Soběslav (1824),
- Libušin soud (1820),
- Svatislav, poslední Svatoplukovec (1832),
- Bělouši (1818),
- Divotvorný klobouk (1820),
- Hadrián z Římsů (1821),
- Potopa světa (1816),
- Rohovín Čtverrohý (1825),
- Veselohra na mostě (1826),
- Zlý jelen (1849),
- Žižkův meč (1815),
- Uhlířka (1817),
- Valdek (1822),
- Loketský zvon (1822),
- Loupež (1829).

### Proza
- Blaník (1813),
- Jan za chrta dán (1829),
- Česká Meluzina (1847),
- Zlato neblaží (1823),
- Točník (1828),
- Příchod Karla IV. do Čech (1855),
- Král Jan Slepý (1858).

### Opera
- Žižkův dub (1823).